# Захарово (Удомельский район)
Захарово — деревня в Удомельском городском округе Тверской области.

## География
Деревня находится в северной части Тверской области на расстоянии приблизительно 27 км на запад-северо-запад по прямой от железнодорожного вокзала города Удомля на западном берегу озера Лука.

## История
Впервые упоминается в 1545 году. В 1859 году принадлежала помещикам Харламовым. Дворов (хозяйств) было учтено 18 (1859 год), 22(1886), 21 (1911), 20 (1958), 11 (1986), 4 (1999). В советский период истории работали колхозы «Вперед» и им. Дзержинского. До 2015 года входила в состав Мстинского сельского поселения до упразднения последнего. С 2015 года в составе Удомельского городского округа.

## Население
Численность населения: 150 человек (1859 год), 112 (1886), 121(1911), 39 (1958), 19(1986), 6 (1999), 8 (русские 100 %) в 2002 году, 1 в 2010.